# 阿尤尔扎纳·钱吉德
阿尤尔扎纳·钱吉德（？—）蒙古国人，蒙古国政治人物。

## 生平
2000年8月9日，他被任命为恩赫巴亚尔内阁的教育文化科技部部长。任内蒙古国国家增加了对教育的拨款，2000年国家对教育部门投资771亿图格里克，2001年987亿图格里克，2002年1044亿图格里克。2002年12月26日，教育文化科技部部长钱吉德向媒体介绍了2002年国家对教育部门投资情况，并表示2003年国家将对教育部门投资1168.8亿图格里克。